# La mia Maetel
La mia Maetel (め～てるの気持ち?, Mēteru no kimochi) è un manga di Hiroya Oku, serializzato in Giappone dal 2006 al 2007 sul settimanale Weekly Young Jump dalla casa editrice Shūeisha e poi raccolto in tre volumi tankōbon. L'edizione italiana è stata curata da Planet Manga, etichetta della Panini Comics.

## Trama
Shintarō Koizumi è un uomo di trent'anni reclusosi in casa dall'età di quindici anni. Suo padre Yasujirō, a cui Shintarō dà la colpa per la sua condizione, si è sempre preso cura di lui, cercando invano di farlo uscire dalla sua stanza.
Un giorno Shintarō promette a suo padre di uscire solo quando quest'ultimo si troverà una nuova compagna. In realtà Yasujirō ha già una fidanzata, una giovane collega di lavoro, Haruka Yoshinaga, e i due sono prossimi al matrimonio. Quando Yasujirō muore a causa di un tumore, Shintarō e Haruka si ritrovano a convivere nella stessa abitazione, instaurando tra loro un particolare rapporto madre-figlio.